# BH Tennis Open International Cup 1994
Il BH Tennis Open International Cup 1994 è stato un torneo di tennis facente parte della categoria ATP Challenger Series nell'ambito dell'ATP Challenger Series 1994. Il torneo si è giocato a Belo Horizonte in Brasile dal 1° al 7 agosto 1994 su campi in cemento.

## Vincitori

### Singolare
Fabio Silberberg ha battuto in finale  Marco Meneschincheri con il punteggio di 7–6, 6–3

### Doppio
Nelson Aerts /  Danilo Marcelino hanno battuto in finale  Otavio Della /  Marcelo Saliola con il punteggio di 7–5, 6–3